# Puffi
I Puffi (in francese Schtroumpfs, [lɛ ʃtʁumf]) sono dei personaggi immaginari, protagonisti dell'omonimo franchise franco-belga creato dal fumettista Peyo. Questi personaggi si possono trovare come personaggi secondari in serie tv; grazie al successo riscontrato, divennero protagonisti nel 1959 di una serie a essi dedicata a opera dello stesso autore in collaborazione con il giornalista belga Yvan Delporte. Sono stati protagonisti negli anni sessanta e ottanta di alcune serie di cortometraggi a disegni animati e, nel 1975, di un primo lungometraggio, Il flauto a sei Puffi, al quale ne sono seguiti altri negli anni 2010. Sono inoltre oggetto di un vasto merchandising. Il loro peculiare linguaggio è stato oggetto, nel settembre 1979, di un saggio di Umberto Eco, "Schtroumpf und Drang", dedicato alla semantica della lingua dei Puffi.

## Storia editoriale

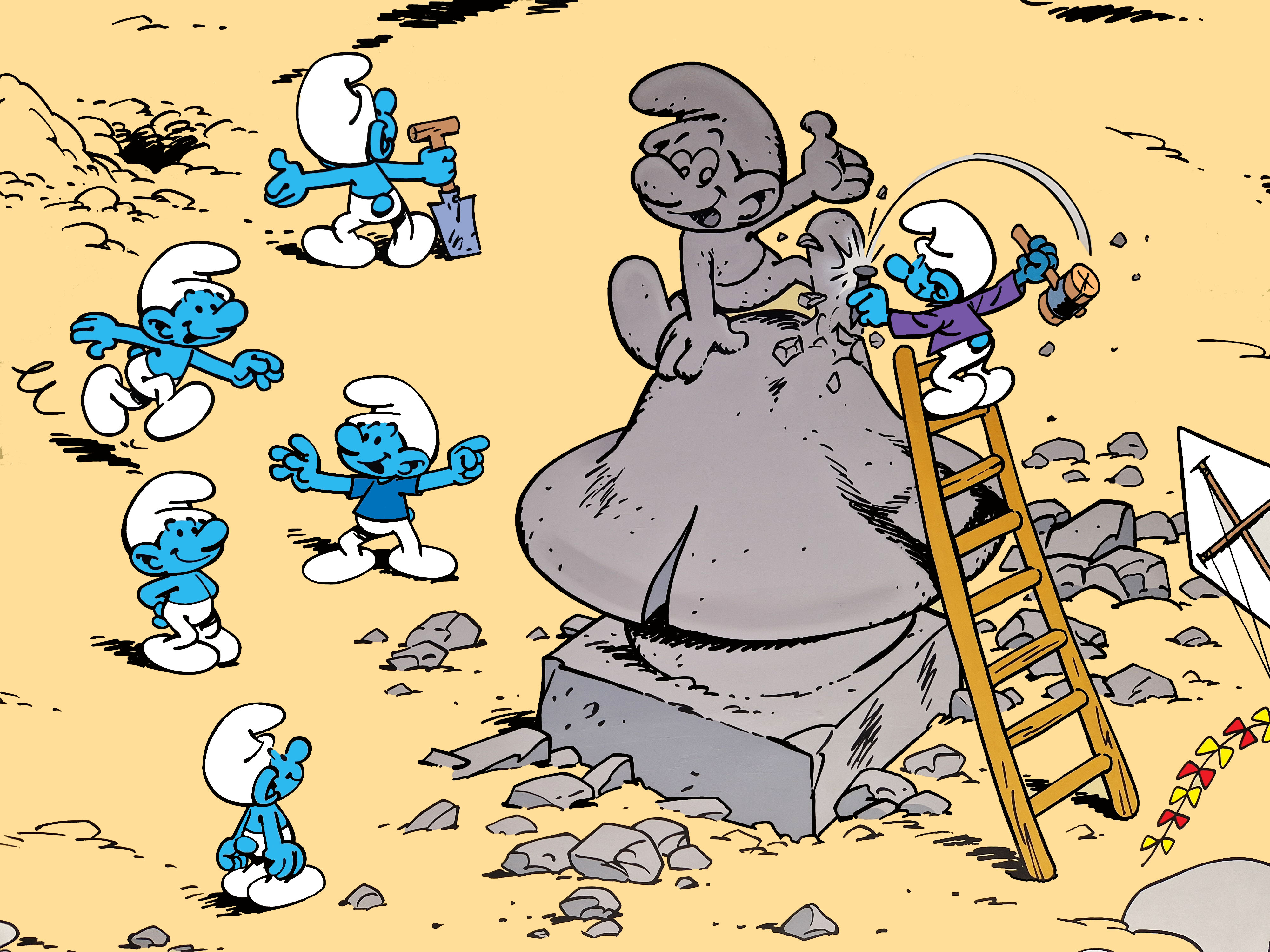
I Puffi in versione fumetto, affresco alla stazione di Bruxelles Centrale.

Il nome "Schtroumpfs" nasce nel 1958 quando Peyo chiese a un commensale di passargli una saliera della quale sul momento non gli veniva il nome: «Passe-moi le... schtroumpf» ("Passami il... puffo"), disse scoppiando poi a ridere; l'amico rispose: «Tieni, ecco il tuo puffo, e quando avrai finito di puffarlo, me lo ripufferai!». Dopo aver usato scherzosamente questo termine più volte nella stessa giornata, Peyo decise di metterlo a frutto usandolo all'interno di una serie a fumetti del quale era autore, John e Solfamì, pubblicata su Le Journal de Spirou, e ambientata nell'Europa in un medioevo fiabesco: Johan (John) è il coraggioso scudiero al servizio del re, mentre Pirlouit (Solfamì) è il buffone di corte che entra in possesso di un flauto a sei fori con cui evoca gli Schtroumpf; questa è la prima apparizione dei personaggi che, pur continuando poi a comparire sporadicamente in questa serie, diventeranno presto protagonisti di una serie a fumetti a loro dedicata.
Le prime storie autonome debuttano nel n. 1107 di Le Journal de Spirou il 25 luglio 1959. Il primo di questi racconti si intitolava I Puffi neri (Les Schtroumpfs noirs), e sarà ridisegnato per la successiva uscita in volume nel 1963; nella versione graficamente riveduta e corretta, i personaggi hanno lineamenti più tondeggianti e, tra le altre cose, quattro dita per mano anziché cinque. La serie comprende tredici volumi cartonati editi dalla Dupuis e i successivi editi da Le Lombard. Il flauto a sei puffi fa parte della collana di John e Solfami ed è antecedente a tutte le altre avventure e quindi non rientra nella numerazione ufficiale. Dopo la morte di Peyo, il figlio Thierry Culliford prosegue la serie realizzando nuove storie di cui cura la sceneggiatura mentre sua madre Nine si occupa della colorazione delle tavole.

## Caratterizzazione dei personaggi
Sono degli esseri antropomorfi alti pochi centimetri dalla carnagione blu (con la coda piccolissima sul posteriore) e vestiti con berretto uncinato bianco e pantaloni bianchi eccetto il capo, Grande Puffo, vestito di rosso. Vivono in una foresta in casette con tetti ricavati dai funghi che compongono un villaggio invisibile agli occhi degli uomini e ambientato in un'epoca medievale. I puffi sono tutti uguali fra loro fatto salvo alcuni particolari dell'abbigliamento che ne rendono possibile la diversificazione come qualche accessorio che ne fa dedurre il mestiere, il carattere o la personalità e da cui deriva anche il nome proprio. Possono camminare e correre, ma nella maggior parte dei casi si limitano ad andare in giro saltellando. Tendono a non allontanarsi mai troppo dal loro villaggio, e quando lo fanno è soprattutto per cercare la salsapariglia, di cui sono ghiotti. Tra le caratteristiche più curiose c'è quella di non abbandonare mai il loro cappello. Nell'episodio "Golosone supergoloso" della seconda serie animata, quando Grande Puffo intima a Puffo Golosone di togliersi il cappello dove nasconde una torta, si intuisce che i puffi sono privi di capelli; durante il corso della serie, anche il Grande Puffo si mostra senza cappello, confermando che tutti i puffi, tranne Puffetta, sono privi di capelli. Il loro antagonista principale è il mago Gargamella che vorrebbe catturarli, aiutato dalla sua gatta Birba, senza però riuscire mai nell'intento. Inizialmente i puffi erano tutti di sesso maschile, ma proprio Gargamella, credendo di arrecare disordine nel loro mondo, creò Puffetta, l'unico puffo di sesso femminile. Hanno tutti cento anni di età, tranne il Grande Puffo che ne ha 542 e, quando incontrano John e Solfamì per la prima volta, i puffi sono in tutto 99; solo in seguito aumentano di numero con l'introduzione di nuovi personaggi. Il centesimo puffo nasce dal riflesso nello specchio di Puffo Vanitoso, prendendo vita quando l'oggetto viene colpito da un fulmine. Questo personaggio risolve il problema della cosiddetta danza dei cento puffi che necessita appunto di cento puffi per essere eseguita.
Parte fondamentale del linguaggio dei Puffi è il termine "puffo" ed ogni suo derivato e coniugazione, usato con diversi significati a seconda del contesto, talvolta come verbo, altre come aggettivo (puffare, puffoso, ecc.); anche il tono con cui pronunciano "puffo" ne determina il significato e loro stessi discutono sulla corretta interpretazione e uso del termine "puffo" come verbo, nome o aggettivo. Proprio su questo argomento, nel settembre 1979 Umberto Eco scrive sul n.5 della rivista Alfabeta, il saggio "Schtroumpf und Drang", dedicato alla semantica della lingua dei Puffi. L'articolo è stato ripubblicato nel 1983 da Bompiani in "Sette anni di desiderio".

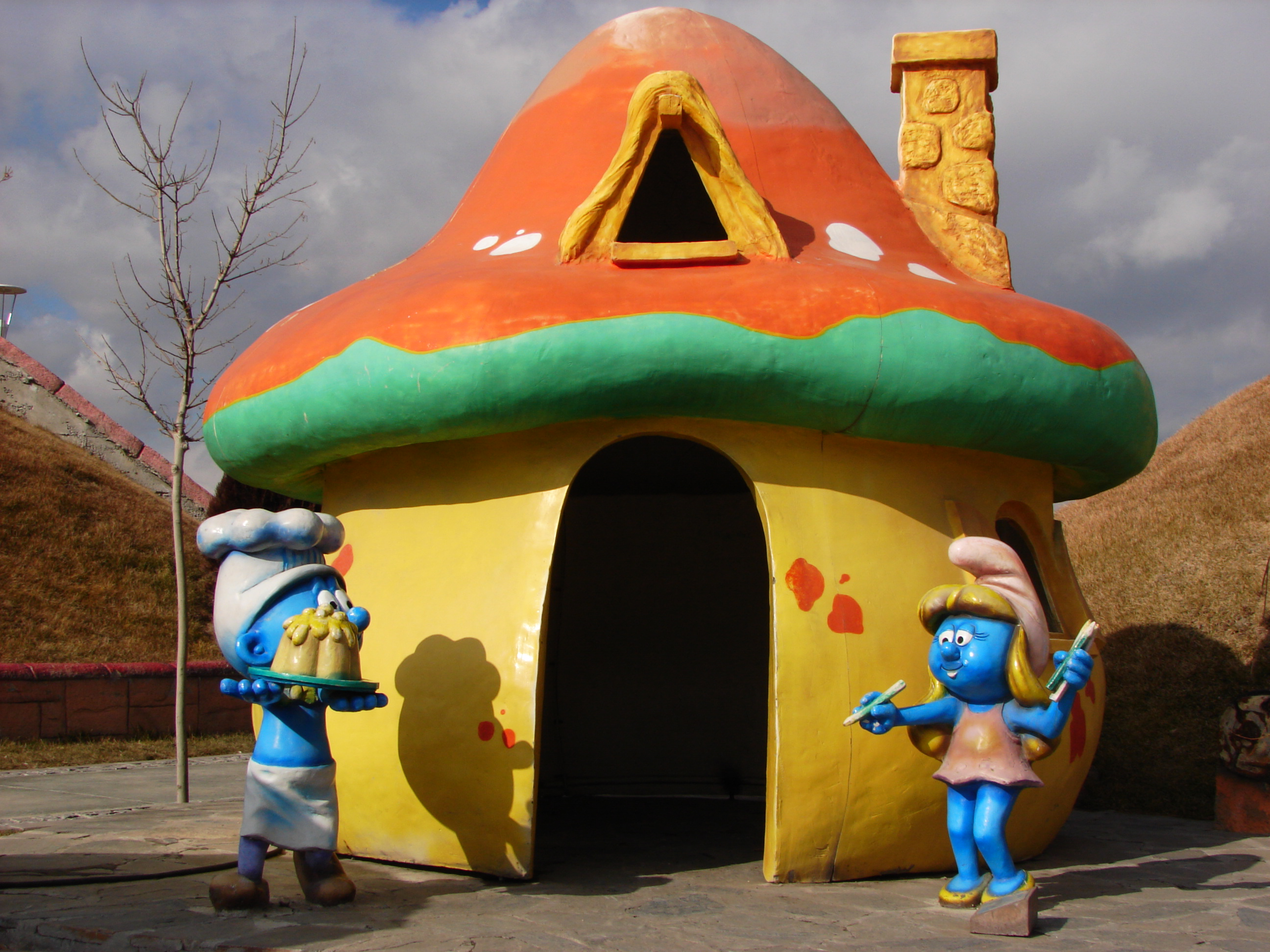
Rappresentazioni di Puffetta e Puffo Golosone in un parco divertimenti ad Ankara.

I singoli Puffi vengono differenziati in funzione della professione svolta o di altre peculiarità: Puffo Pigrone ama dormire, Puffo Burlone ama regalare pacchi esplosivi o scherzosi, Puffo Inventore si distingue per la matita sempre sull'orecchio, Puffo Quattrocchi ha gli occhiali e contesta sempre tutto e ha celebri espressioni come "Che è meglio!" o "Che è peggio!" e viene spesso lanciato fuori dal villaggio con un calcio nel sedere ogni volta che eccede in petulanza o dimostra di "predicare bene ma razzolare male", Puffo Tontolone, sempre con la testa fra le nuvole, Puffo Forzuto, tatuato sul braccio un cuore trafitto da una freccia, Puffo Vanitoso, con un fiore sul cappello e che non abbandona mai il suo specchio, Puffo Musicista, con la tromba in mano, Puffo Brontolone, con la faccia sempre imbronciata e che dice "Io odio..." seguito ogni volta da qualcosa che ha appena sentito nominare. Fra gli altri si ricordano: Segugio, Pauroso, Malatino, Lanoso, Sciattoso, Gentilone, Debolino, Litigone, Timido, Calzolaio, Giornalista, Mugnaio, Sarto, Indeciso, Contadino, Ingenuo, Curiosone, Giardiniere, Strillone, Architetto, Scultore, Minatore, Vasaio, Poeta, Pittore.
Ci sono poi alcuni puffi peculiari o maggiormente caratterizzati, quali:
- Grande Puffo: ha una folta barba bianca e ha i pantaloni ed il cappello rossi; è il più anziano e saggio di tutto il villaggio;
- Nonno Puffo: anziano giramondo dalla lunghissima barba tornato al villaggio dopo 500 anni per rigenerare i poteri del più grande tesoro dei puffi, la pietra di lunga vita, senza la quale tutti morirebbero per invecchiamento; appare in un solo fumetto e nella serie animata;
- Nonna Puffa: anche lei assente da moltissimo tempo perché intrappolata per secoli in un castello al di là del tempo e dello spazio; appare in un solo fumetto, insieme a Nonno Puffo, e nella serie animata;
- Puffetta: una delle tre puffette di sesso femminile, creata da Gargamella, era inizialmente cattiva e dai capelli neri e fu poi trasformata da Grande Puffo in una vera puffa rendendole anche i capelli biondi e lunghi, indossa un vestito bianco e scarpe col tacco bianche;
- Baby Puffo: è un cucciolo di Puffo;
- Puffo Quattrocchi: ha gli occhiali e tende a contestare sempre tutto, concludendo spesso le sue frasi con le espressioni "Che è meglio!" o "Che è peggio!". Per questo motivo viene spesso lanciato ironicamente poco fuori dal villaggio, con un calcio nel sedere non esplicitato, ogni volta che eccede in petulanza o dimostra di "predicare bene ma razzolare male".
- Puffo Meccanico: un automa in legno costruito da Puffo Inventore, capace di comportarsi come un vero puffo tranne per quanto riguarda la parola; più tardi il suo creatore gli affianca un'amica: Puffetta Meccanica.
- Puffo Selvaggio: scoperto dalla comunità dopo che 100 anni prima la cicogna che lo avrebbe dovuto portare al villaggio, lo aveva smarrito durante il viaggio.

Dall'episodio 193, vennero introdotti quattro puffi bambini: tre maschi e una femmina. I maschi erano in origine i puffi adulti: Puffo Naturone, Puffo Sciccoso e Puffo Sciattone; mandati un giorno da Grande Puffo nella casa di Padre Tempo, i tre finiscono per ringiovanire fisicamente e mentalmente, entrando per errore in un orologio magico. Bontina, la femmina, viene invece creata dai tre puffi bambini che rubano la formula dal libro magico di Gargamella, per dare un'amica a Puffetta sofferente di solitudine quale unica femmina di tutto il villaggio.

### Antagonisti
Gargamella: l'alchimista stregone sempre accompagnato dalla gatta Birba; è calvo, brutto, vecchio e sdentato. Nella serie animata è figlioccio del potentissimo mago Baldassarre, ma è la pecora nera della famiglia, tanto che la madre, che gli fa spesso visita, non perde occasione per ricordarglielo. Egli vive in un castello in rovina in un'arida zona della foresta. Gargamella è alla ricerca di sei Puffi, che bolliti nel veleno di serpente costituiscono l'ingrediente fondamentale nella formula della pietra filosofale che trasforma metalli in oro. Inoltre non disdegna di mangiarli, ma sebbene li catturi spesso, i Puffi riescono sempre a sfuggirgli. A Gargamella, nel corso della serie animata, si accompagnerà anche un giovane apprendista, il pigro e dispettoso Lenticchia, che ha un'opinione molto bassa del suo maestro.

### Personaggi comparsi solo nei lungometraggi
Il primo film 3D del 2011 introduce altri nuovi personaggi come:
- Puffo Coraggioso, che indossa un kilt e parla con l'accento scozzese;
- Puffo Svitato, che indossa il cappello girato all'indietro e suona l'allarme con la voce in caso di pericolo;
- Puffo Narratore, che indossa una giacca verde scuro e occhiali meno vistosi di quelli di Quattrocchi, il cui ruolo è quello della voce che racconta le vicende che avvengono in quel momento.

Due Puffi menzionati per nome e descritti da altri Puffi ma mai comparsi sono Puffo Complimentoso, "che ha sempre qualcosa di gentile da dire" e Puffo Passivo-Aggressivo, "che sembra sempre tanto gentile, ma quando se ne va ti senti in colpa".
Nel sequel del film, I Puffi 2, compaiono inoltre Pestifera e Frullo, simili ai Puffi ma dalla pelle color grigio, creati da Gargamella e al suo servizio. Diventano Puffi come gli altri alla fine del film. Compaiono anche Puffo Social, Puffo Organizzatore e viene finalmente mostrato Puffo Passivo-Aggressivo.

## Altri media

### Televisione

#### Serie animate
- Serie a disegni animati (1961, in bianco e nero) creata da Peyo in collaborazione con lo studio TVA Dupuis. La tecnica di animazione consisteva nel muovere delle figure di carta dei personaggi sui fondali. Furono realizzati 9 episodi di 13 minuti circa (di cui 2 a colori) tratti dalle storie dei fumetti originali;
- I Puffi (The Smurfs, 421 episodi, Hanna-Barbera Productions, 1981-1990).[8] Quando verso la fine degli anni settanta i gadget dei Puffi arrivarono negli Stati Uniti, Fred Silverman, produttore dell'NBC, vide una bambola dei Puffi e pensò che una serie basata su di loro sarebbe stata perfetta per i programmi del sabato mattina e convinse la NBC a produrne una che poi vinse dei premi Emmy.
- I Puffi (Les Schtroumpfs, 2021) serie animata realizzata in CGI, reboot della serie del 1981.

#### Lungometraggi
- Le avventure dei Puffi (1965): lungometraggio di 90 minuti ottenuto accorpando cinque episodi della serie televisiva del 1961 (Il ladro di Puffi, L'uovo e i Puffi, I Puffi neri, I Puffi e il drago e Il Puffo volante).

#### Mediometraggi
- Strong Kids, Safe Kids (1984): film documentario di 43 minuti in cui gli attori di sit-com e telefilm americani, interagendo con personaggi dei cartoni animati, parlano ai bambini di abusi sessuali, rapimenti e sfruttamento, con toni molto espliciti;[9][10]
- A Yabba Dabba Doo Celebration: 50 years of Hanna-Barbera (1989): un misto di live-action e animazione, realizzato per celebrare i 50 anni del sodalizio di William Hanna e Joseph Barbera, primo speciale andato in onda su TNT. Alcune sequenze sono dedicate ai Puffi;[11]
- I nostri eroi alla riscossa (noto anche come: Cartoni animati contro la droga, titolo originale: Cartoon All-Stars to the Rescue, 1990): i protagonisti erano personaggi noti del mondo dei cartoni animati sul tema della lotta alla droga.

#### Spot pubblicitari
- Spot belga del 2005 dell'Unicef sugli effetti della guerra sui minori «Lasciamo i bambini in pace», atto a sensibilizzare l'opinione pubblica sulla condizione dei bambini nelle zone di guerra e raccogliere fondi per la riabilitazione dei bambini soldato in Burundi. Una sequenza dello spot è andato in onda in Belgio in anteprima nei telegiornali suscitando reazioni contrastanti negli adulti e sgomento nei bambini per le drammatiche scene in cui il villaggio dei Puffi viene bombardato, tanto che Unicef e Imps, la società che controlla i diritti dei Puffi, hanno deciso di non mandare in onda lo spot prima delle 21. Il filmato si apre con i Puffi che fanno il girotondo cantando allegramente nella familiare atmosfera idilliaca ma all'improvviso dal cielo cominciano a piovere le bombe. L'ultima scena mostra Baby Puffo con la tutina sporca che singhiozza tra i cadaveri e le macerie, il corpo senza vita di Puffetta e le casette a forma di fungo in fiamme. «Non lasciate che la guerra colpisca la vita dei bambini» è la frase su cui si chiude lo spot.[12]

### Cinema

#### Lungometraggi
- Il flauto a sei puffi, (La Flûte à Six Schtroumpfs, 1976) adattamento della storia originale di John e Solfamì con la colonna sonora di Michel Legrand. Nel 1983 fu rieditato per il mercato americano "La Flûte à six schtroumpfs", col titolo "The Smurfs and the Magic Flute" ("I Puffi e il flauto magico").
- Le nuove avventure dei Puffi (Here are the Smurfs, 1984) regia di Joseph Barbera.[13]
- I Puffi (The Smurfs, 2011) regia di Raja Gosnell,[4] realizzato con tecnica mista fra l'azione dal vivo e l'animazione digitale.[14][15]
- I Puffi 2 (The Smurfs 2, 2013), un film in tecnica mista, sequel del film del 2011.[16]
- I Puffi - Viaggio nella foresta segreta (Smurfs: The Lost Village, 2017): reboot della storia dei Puffi direttamente ispirata ai fumetti di Peyo,[3][17] realizzata con tecniche di animazione 3D.
- I Puffi - Il film (Smurfs, (2025), regia di Chris Miller.

### Home Video

#### Cortometraggi
- I Puffi - A Christmas Carol (The Smurfs: A Christmas Carol, 2011): sono state usate tecniche d'animazione in CGI, con la più tradizionale tecnica in 2D. L'episodio è stato allegato alla versione in DVD del film.[18]
- I Puffi - La leggenda di Puffy Hollow (The Smurfs: The Legend of Smurfy Hollow, 2013) in tecnica mista 3D e 2D. Nel 2014 è stato aggiunto nelle edizioni Combo Blu-ray, DVD e Blu-ray, Blu-ray 3D del secondo film.

### Videogiochi
- Smurf: Rescue in Gargamel's Castle (1982)
- I Puffi (1994)
- I Puffi a zonzo per il mondo (1995)
- I Puffi (1999)
- I Puffi All'avventura (2000)
- 3, 2, 1 - La 1º corsa dei Puffi (2001)
- The Smurfs (2011)
- I Puffi Dance Party (2011)
- Puffi Kart (2022)
- I Puffi 2 - Il prigioniero della Pietra Verde (2 novembre 2023)[19]
- I Puffi - Village Party (6 giugno 2024)

## Merchandising
Molte figure e situazioni tipiche della serie a fumetti sono state riprodotte come giocattoli: dai puzzle alle figurine, ai pupazzetti (molto noti quelli in pvc alti pochi cm). Inizialmente prodotti in Belgio e in Germania per i mercati interni e in seguito in tutto il mondo. La Schleich, azienda licenziataria del prodotto, ne realizza una nuova serie a tema ogni anno.
Nel 2017 è entrato nel Guinness dei primati l'italiano Davide Volontà come maggior collezionista di Puffi al mondo con ben 7873 esemplari.

## Versioni estere
- arabo: سنافر (singolare M: سنفور, singolare F: سنفورة)
- basco: Pottokiak (singolare: Pottoki), dal nome della razza di pony basca pottoka. Le prime edizioni usano pitufoak, dallo spagnolo.
- catalano: Barrufets (singolare: Barrufet)
- ceco: Šmoulové (singolare: Šmoula)
- cinese: 蓝精灵 (lán jīnglíng)
- coreano: 스머프 (seumeopeu)
- danese: Smølferne (singolare: Smølf)
- ebraico: דרדסים [dardasìm] (singolare: דרדס [dardàs])
- finlandese: Smurffit (singolare: Smurffi)
- francese: Schtroumpfs (singolare: Schtroumpf)
- giapponese: Smurfs (スマーフ?, Sumaafu)
- greco: Stroumfakia - Στρουμφάκια (singolare: Stroumf - Στρούμφ)
- italiano: Puffi (singolare: Puffo), nome ideato dalla giornalista José Rinaldi Pellegrini (1932-2023), redattrice del Corriere dei Piccoli, che fu il primo ad importare il fumetto belga. Il direttore Carlo Triberti incaricò la Rinaldi di tradurre dal francese e «italianizzare» le loro storie. Fu così che “schtroumpfs” divenne “puffi”, termine preso dalla lingua piemontese[20].
- inglese: Smurfs (singolare: Smurf)
- islandese: Strumparnir/Skríplarnir
- norvegese: Smurfene (singolare: Smurf)
- olandese: Smurfen (singolare: Smurf; più tardi usato nello slang belga per indicare un "poliziotto locale", per le loro uniformi blu)
- polacco: Smerfy (singolare: Smerf)
- portoghese: in Brasile sono chiamati Os Smurfs (singolare: Smurf); Estrumpfes in Portogallo (singolare: Estrumpfe)
- rumeno: Ștrumfi (singolare: Ștrumf)
- russo: смурфы (singolare: смурф)
- serbo-croato: Štrumpfovi, cir. Штрумпфови (singolare: Štrumpf, cir. Штрумпф)
- slovacco: Šmolkovia (singolare: Šmolko)
- sloveno: Smrkci (singolare: Smrkec)
- spagnolo: Pitufos (singolare: Pitufo; più tardi usato nello slang spagnolo per indicare un "poliziotto locale", per le loro uniformi blu). In un primo tempo vennero pubblicati dal magazine TBO: sotto il nome di Tebeítos.
- svedese: Smurfarna (singolare: Smurf)
- tedesco: Schlümpfe (singolare: Schlumpf)
- turco: Şirinler (singolare: Şirin)
- ungherese: Hupikék törpikék (singolare: hupikék törpike, ma in realtà si chiamavano quasi sempre törpök o in singolare: törp)